# Nouriel Roubini
Nouriel Roubini (Istambul, Turquia, 29 de março de 1958) é um economista estadunidense, de origem judaico-iraniana, da Stern School of Business da Universidade de Nova York, desde 2009. É também presidente do grupo de consultoria RGE Monitor, especializado em análise financeira.
No início dos anos 2000, Roubini foi apelidado Dr. Doom ou Doutor Catástrofe, em razão das suas previsões econômicas catastróficas - ou, pelo menos, muito mais pessimistas do que as da maioria dos economistas na época.
Em 2005, segundo a revista Fortune, Roubini afirmou que "o preço dos imóveis residenciais surfava em uma onda especulativa, que brevemente faria afundar a economia." "Naquela época, foi qualificado de Cassandra. Agora, é considerado um sábio." Suas previsões atuais são igualmente apocalípticas: uma recessão persistente, com mais de dois trilhões de dólares de perdas em créditos e uma crise bancária sistêmica. "O FDIC gastou 10% das suas reservas para socorrer IndyMac, e esta foi a primeira onda de falências," diz Roubini. "Será que daqui a pouco não teremos que socorrer o FDIC?"
.